# فرانس ۲۴
شبکه فرانس ۲۴ (به انگلیسی: France 24) (با تلفظی نزدیک به «فرانس ون کتر» در هر سه نسخه) نام شبکه‌ای خبری است که به چهار زبان فرانسه، انگلیسی، عربی و اسپانیولی اخبار پخش می‌کند.
بودجه شبکه فرانس ۲۴ را دولت فرانسه تأمین می‌کند.

## اهداف
هدف از راه اندازی این شبکه که از بودجه عمومی دولت فرانسه تغذیه می‌شود، ورود به عرصه‌ای است که در آن مدتهاست آمریکا (سی ان ان) و بریتانیا (بی‌بی‌سی) و به تازگی (الجزیره) در دنیای عرب بر آن حاکمند. ایده اولیه تأسیس این شبکه در دوران حمله آمریکا به عراق شکل گرفت که فرانسه احساس می‌کرد به رغم مخالفتش با جنگ، صدا و دیدگاه‌هایش در دنیا شنیده نمی‌شود.

## زبانهای مختلف در شبکه فرانس ۲۴
دولت فرانسه در نظر دارد تا نهایتاً با توسعه زبانهای مختلف در شبکه فرانس ۲۴ با دیگر شبکه‌های جهانی پیشرو در عرصه خبر به رقابت بپردازد. هم‌اکنون این شبکه به صورت ۲۴ ساعته به زبانهای فرانسوی و انگلیسی و به صورت ۱۰ ساعته به زبان عربی برنامه پخش می‌کند.

## دسترسی و وسعت خبری
ابتدا این شبکه از طریق ماهواره برای حدود ۷۵ میلیون خانه در گوشه و کنار اروپا، آفریقا و خاورمیانه در دسترس قرار گرفت. در آمریکا این شبکه تنها در واشینگتن (شبکه کابلی) و نیویورک (مقر سازمان ملل) دیده می‌شد.

## امکانات رسانه‌ای
فرانس ۲۴ ابتدا با بودجه صد و چهارده میلیون دلاری و با کمک ۱۸۰ خبرنگار برای پوشش ۲۴ ساعته به دو زبان انگلیسی و فرانسوی، و تنها ۳۴ خبرنگار اختصاصی در دنیا، از جمله در ایران آغاز به کار نمود.